# UN-Einrichtungen in Bonn
Die Bundesstadt Bonn ist seit 1951 Sitz von Organisationen der Vereinten Nationen.

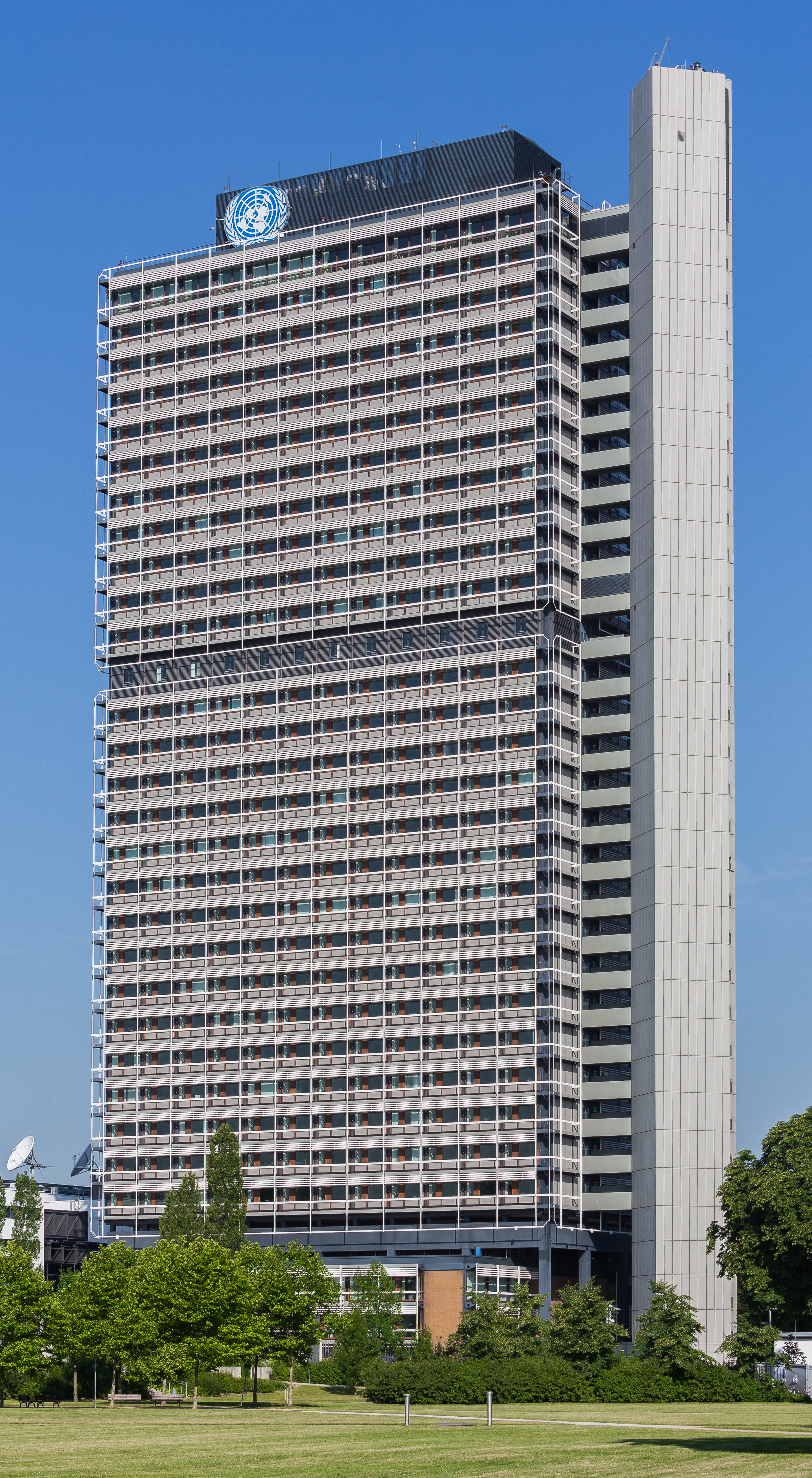
Der Lange Eugen im UN-Campus ist Sitz der meisten UN-Organisationen in Bonn.

| Abkürzung              | Name |
| ---------------------- | --- |
| UNFCCC                 | Sekretariat des Rahmenübereinkommens der Vereinten Nationen über Klimaänderungen                                      |
| UNCCD                  | Sekretariat des Übereinkommens der Vereinten Nationen zur Bekämpfung der Desertifikation                              |
| UNV                    | Freiwilligenprogramm der Vereinten Nationen                                                                           |
| UN SDG Action Campaign | Aktionskampagne für die Ziele der Vereinten Nationen für nachhaltige Entwicklung                                      |
| UNEP/CMS               | Sekretariat des Übereinkommens zur Erhaltung der wandernden wild lebenden Tierarten                                   |
| UNEP/AEWA              | Sekretariat des Abkommens zur Erhaltung der afrikanisch-eurasischen wandernden Wasservögel                            |
| UNEP/ASCOBANS          | Sekretariat des Abkommens zur Erhaltung der Kleinwale in der Nord- und Ostsee, dem Nordatlantik und der Irischen See  |
| UNEP/EUROBATS          | Sekretariat des Abkommens zur Erhaltung der europäischen Fledermauspopulationen                                       |
| IPBES                  | Zwischenstaatliche Plattform für Biodiversität und Ökosystemleistungen                                                |
| UNESCO-UNEVOC          | Internationales Zentrum für Berufsbildung der UNESCO                                                                  |
| UNU-ViE                | Universität der Vereinten Nationen – Vizerektorat in Europa                                                           |
| UNU-ViE SCYCLE         | Universität der Vereinten Nationen – Vizerektorat in Europa, Programm für nachhaltige Kreisläufe                      |
| UNU-EHS                | Universität der Vereinten Nationen – Institut für Umwelt und menschliche Sicherheit                                   |
| UNSSC                  | Fortbildungsakademie des Systems der Vereinten Nationen – Büro Bonn                                                   |
| WHO/ECEH               | Weltgesundheitsorganisation Regionalbüro für Europa, Europäisches Zentrum für Umwelt und Gesundheit                   |
| UNISDR                 | Internationale Strategie zur Katastrophenvorsorge der Vereinten Nationen – Büro Bonn                                  |
| UN-SPIDER              | Plattform der Vereinten Nationen für raumfahrtgestützte Informationen für Katastrophenmanagement und Notfallmaßnahmen |
| UNIDO ITPO             | Organisation der Vereinten Nationen für industrielle Entwicklung – Investitions- und Technologieförderungsbüro        |
| OneHR                  | Globales Zentrum der Vereinten Nationen für Personalwesen                                                             |
| UNOPS-ICAT             | Initiative für Transparenz im Klimaschutz                                                                             |
| GWOPA                  | Sekretariat für Wasserversorgung der Vereinten Nationen                                                               |
| UNRIC                  | Regionales Informationszentrum der Vereinten Nationen – Verbindungsbüro in Deutschland                                |

Als 21. Büro der Vereinten Nationen in Bonn hat sich das Sekretariat von UNOPS-ICAT auf dem Bonner UN Campus angesiedelt. Bonns Rolle als Nachhaltigkeitszentrum wurde ebenfalls mit der Ansiedlung des GWOPA-Sekretariats im Januar 2020 ausgebaut und der UN-Standort weiter gestärkt. Ab 2021 wird das Europäische Zentrum für mittelfristige Wettervorhersage (EZMW) einen neuen Standort in Bonn mit etwa 150 Beschäftigten beziehen.

## Entwicklung
Nachdem Bonn 1949 Regierungssitz der Bundesrepublik Deutschland geworden war, eröffneten 1951 als erste Organisationen der Vereinten Nationen das Amt des Hohen Flüchtlingskommissars (UNHCR) und 1953 die Internationale Arbeitsorganisation (ILO) Verbindungsbüros in Bonn. Die erste UN-Organisation mit weltweiter Aufgabenstellung mit Sitz in Bonn wurde 1984 das Sekretariat des aufgrund seines Unterzeichnungsortes Bonner Konvention genannten Übereinkommens zur Erhaltung wandernder wild lebender Tierarten (CMD; 1979), das vom Umweltprogramm der Vereinten Nationen (UNEP) getragen wird.
Von 2001 bis 2007 war der Diplomat Harald Ganns als Sonderbeauftragter des Auswärtigen Amtes für die Betreuung der UN-Organisationen mit Sitz in Bonn zuständig. Seit dem 1. Januar 2008 besteht für diese Aufgabe in Bonn ein von einem Botschafter geleitetes eigenes Referat des Auswärtigen Amtes, das auch für die Betreuung weiterer internationaler Organisationen in Deutschland zuständig ist und nach einem Beschluss von Frank-Walter Steinmeier im Jahre 2015 heute den Titel Verbindungsbüro VN-Campus Bonn trägt.
Ab November 2012 arbeitete das Auswärtige Amt federführend den Gesetzentwurf für ein Gaststaatgesetz nach dem Vorbild der Schweiz aus, von dem sich eine Erleichterung der Ansiedlung internationaler Organisationen und Nichtregierungsorganisationen erhofft wird. Dieser wurde Anfang 2014 fertiggestellt und sollte anschließend in die Abstimmungen zwischen den ebenfalls für die Vorschläge zuständigen Bundesministerien übermittelt werden.  Das Gaststaatgesetz wurde am 30. November 2019 verkündet (BGBl. I S. 1929).